# Амик (пьеса)
«Амик» (др.-греч. Ἄμῠκος) — сатировская драма древнегреческого драматурга Софокла (V век до н. э.) на сюжет, взятый из мифа об аргонавтах. Её текст полностью утрачен за исключением двух коротких отрывков.
Действие пьесы происходит в стране бебриков, где остановились аргонавты во время своего плавания в Колхиду. Царь этого племени Амик вызывал всех путешественников на кулачный боя и убивал их, но на этот раз победу одержал аргонавт Полидевк.